# Botoșani
Botoșani é uma cidade e municipiu da Roménia, capital do judeţ (distrito) de Botoșani.
Em 2011, sua população era de 106.847 habitantes (Censos de 2011).
É a cidade natal do maior poeta da Roménia, Mihai Eminescu (1850-1889). Os vencedores do Prémio Nacional de Poesia Mihai Eminescu tornam-se cidadãos honorários desta cidade.

## População
| 1912  | 1930  | 1948  | 1956  | 1966  | 1977  | 1992   | 2002   | 2011   |
| 32574 | 32355 | 29145 | 29569 | 35220 | 63182 | 126145 | 115070 | 106847 |